# Cessna 195
De Cessna 190 en 195 Businessliner waren een serie van lichte Amerikaanse eenmotorige hoogdekker passagiersvliegtuigen. De vijfzitter hoogdekker was ontworpen en gebouwd door Cessna Aircraft Company. De eerste vlucht was in 1945. Er zijn totaal 1180 exemplaren gebouwd. De 195 heeft ook dienst gedaan in het Amerikaanse leger als multifunctioneel licht transporvliegtuig onder de aanduiding LC-126/U-20.      

## Ontwerp en historie
De Cessna 190 en 195 waren Cessna’s enige naoorlogse vliegtuigen met een stermotor. Ze gingen in 1947 in productie. Het zijn geheel metalen vliegtuigen met vrijdragende vleugels die zijn afgeleid van de Cessna 165. Het onderstel is uitgevoerd in een staartwielconfiguratie. Het belangrijkste verschil tussen de 190 en de 195 zit in de motorisering. Er waren ook direct uit de fabriek geleverde watervliegtuig uitvoeringen met drijveronderstel. Deze hadden drie verticale staartvlakken voor een verbeterde bestuurbaarheid.
De cabine is ruim vergeleken met andere Cessna modellen doordat in de neus een stermotor met 107 centimeter diameter  was geplaatst. Op de achterbank was ruimte voor drie personen naast elkaar.
Nadeel van de in de 190 en 195 toegepaste stermotoren is het hoge olieverbruik. De vliegtuigen hadden een aparte olietank van 17 liter aan boord. 
De toestellen waren duur in aanschaf en onderhoud, zeker voor privévliegers. Cessna richtte zich met de 190 en 195 dan ook op de zakelijke markt onder de naam Businessliner. 
De 190 en 195 zijn op de tweedehandsmarkt gewilde klassieke vliegtuigen bij verzamelaars en piloten. In 2017 waren er in de Verenigde Staten en Canada totaal nog 580 toestellen geregistreerd.

## Varianten

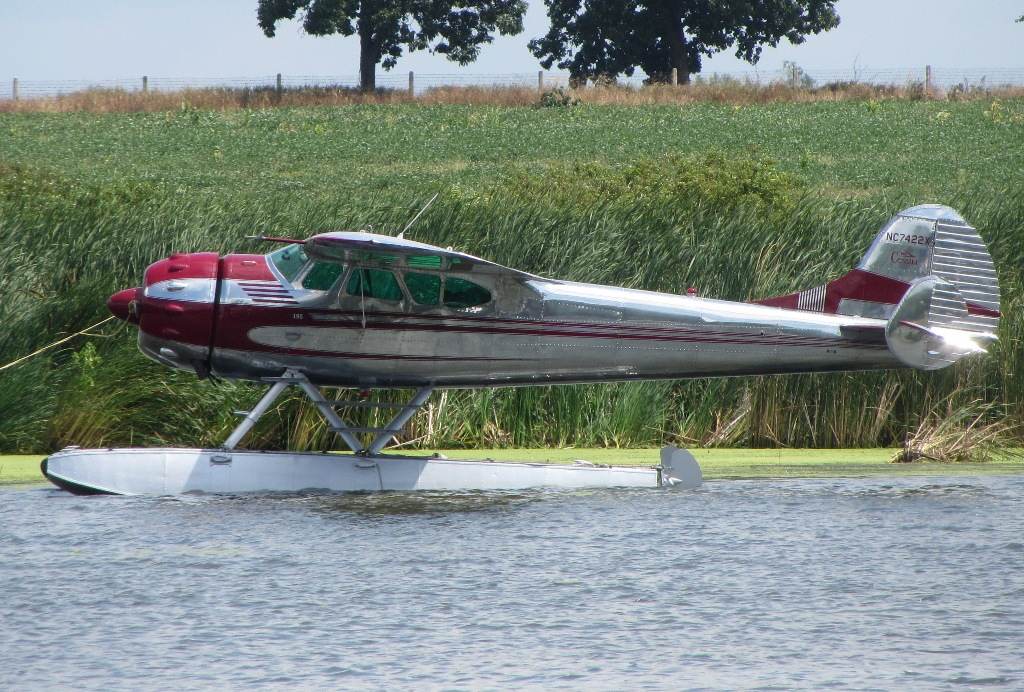
Cessna 195 met drijveronderstel

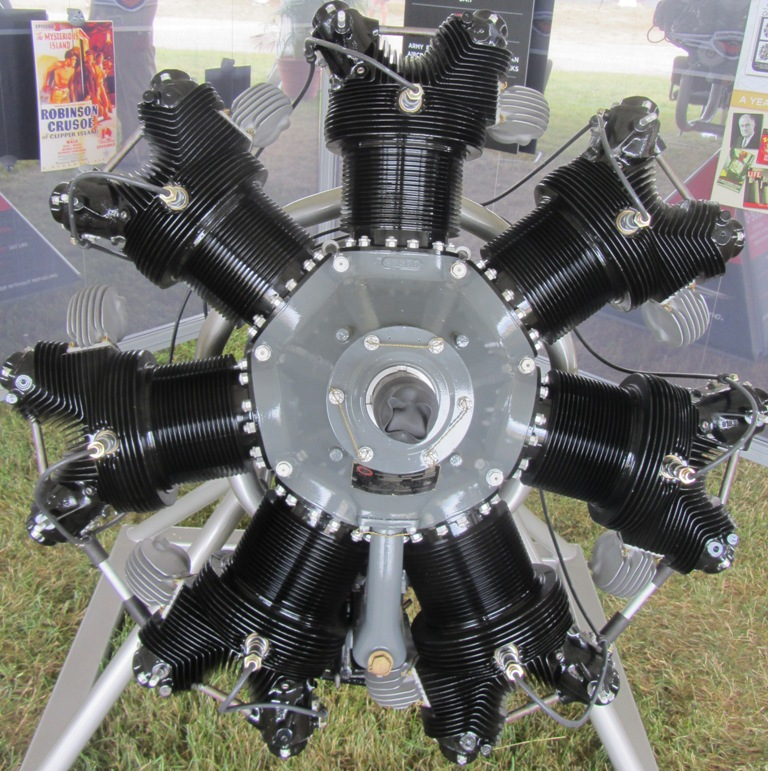
Continental W670 zevencilinder stermotor van een Cessna 190

Het belangrijkste verschil tussen de 190 en de 195 waren de toegepaste motoren.
190
Model uit 1947 met een Continental W670-23 stermotor, 240 pk (180 kW).
195
Model uit 1947 met een Jacobs R-755A2 stermotor, 300 pk (225 kW).
195A
Model uit 1950 met een Jacobs L-4MB (R-755-9) stermotor, 245 pk (184 kW).
195B
Model uit 1952 met een Jacobs R-755B2 stermotor, 275 pk (206 kW) en flaps met een 50% groter oppervlak.
LC-126AMilitaire aanduiding voor de Cessna 195, een vijfzitter verbindingsvliegtuig voor het Amerikaanse leger. Het toestel kon worden uitgerust met ski’s of drijvers. 15 stuks gebouwd.
LC-126BIdem als de LC-126A voor de Air National Guard (ANG). 5 stuks gebouwd.
LC-126CVariant van de LC-126A voor instrument training/verbindingen, 63 exemplaren gebouwd.
U-20BLC-126B hernoemd door de Amerikaanse luchtmacht (USAF) na 1962.
U-20CLC-126C hernoemd door de Amerikaanse luchtmacht (USAF) na 1962.

## Vergelijkbare vliegtuigen
- Beechcraft Staggerwing
- Stinson Reliant